# Cyrtogrammomma
Genre
Cyrtogrammomma est un genre d'araignées mygalomorphes de la famille des Theraphosidae.

## Distribution
Les espèces de ce genre se rencontrent au Guyana et au Brésil.

## Liste des espèces
Selon World Spider Catalog (version 23.5, 01/08/2022) :
- Cyrtogrammomma frevo Gonzalez-Filho, Fonseca-Ferreira, Brescovit & Guadanucci, 2022
- Cyrtogrammomma monticola Pocock, 1895
- Cyrtogrammomma raveni Mori & Bertani, 2020

## Systématique et taxinomie
Ce genre a été décrit par Pocock en 1895 dans les Theraphosidae. Il est placé dans les Barychelidae par Raven en 1985 puis dans les Theraphosidae par Mori et Bertani en 2020.

## Publication originale
- Pocock, 1895 : « Description of two new spiders obtained by Messrs J. J. Quelch and F. MacConnel on the summit of Mount Roraima, in Demerara; with a note upon the systematic position of the genus Desis. » Annals and Magazine of Natural History, sér. 6, vol. 16, p. 139-143 (texte intégral).